# Eldorádó (film)
Az Eldorádó 1988 második felében készült színes és fekete-fehér magyar filmdráma, Bereményi Géza rendezésében. A film részben Bereményi Géza gyerekkorát meséli el. 2012-ben bekerült a Magyar Művészeti Akadémia tagjai által kiválasztott legjobb 53 magyar alkotás közé. A film rendezője 1989-ben a legjobb rendező díjat kapta (Európai Filmdíj)  az Európai Filmakadémia tagjainak szavazatai alapján és ugyanitt még további öt kategóriában jelölték is.

## Története
|  | Alább a cselekmény részletei következnek! |

1945, Teleki tér. Monori, a piac királya újrakezdi tevékenységét. Életelve: akinek aranya van, annak mindene van. Neki van. Lánya, Mariska hazatér Bécsből, és fiút szül. Monori két marék ékszer árán megszabadul a vejétől, az unokát, Imrét ő neveli. 1950. A piac vegetál. Monori szotyolát árul és kivár. Egy rúd arannyal megmenti diftériás unokája életét. 1956. Monori szeretné külföldre juttatni lánya családját. Az aranyrudakat hátizsákba rakja. Az utcákon fegyveres harc, tankok. Monori rosszul lesz. Eljutnak a kórházba, ahol unokája kezébe nyom egy aranyrudat: szerezzen orvost, azonban a fiú nem tud bánni az arannyal, ezért nem jár sikerrel.
|  | Itt a vége a cselekmény részletezésének! |

## Szereplők
- Eperjes Károly – Monori Sándor
- Pogány Judit – Monoriné, Rózsi

- Andorai Péter – Berci
- Balkay Géza – Temesvári Miklós
- Basa István – Tarzan
- Bata János –
- Eszenyi Enikő – Marika, Monoriék lánya
- Falusi Mariann – énekesnő a bárban
- Ferenczi Gábor – Gida
- Forgách Péter –
- Gothár Péter – sofőr
- Haumann Péter – nyomozó
- Hegedűs D. Géza – kocsmáros
- Jeney István –
- Kamondy Ágnes –
- Kölgyesi György –
- Konter László – ügyvéd
- Kristóf Kata –
- Lang Györgyi – énekesnő a bárban
- Méhes László – orvos
- Monori Lili –
- Nagy-Kálózy Eszter – egy anya a kórház kertjében
- Papcsik András – Valkó Imi, Monoriék unokája
- Pauer Gyula – id. Gombacsik
- Pauer Henrik – ifj. Gombacsik
- Söth Sándor – DP golyószórós forradalmár fiú a körgangos ház udvarán
- Szabó Ervin –
- Székely B. Miklós –
- Sztarenki Pál –
- Takács Ferenc
- Tóth Barnabás – Valkó Imi, Monoriék unokája kisgyerekként
- Vajdai Vilmos –
- Varga Tamás –
- Zsíros Ágnes –